# Chaumont, Neuchâtel
Chaumont är en bergstopp i Schweiz. Den ligger i kantonen Neuchâtel, i den västra delen av landet, 40 km väster om huvudstaden Bern. Toppen på Chaumont är 1 179 meter över havet.